# Playa Barra del Chuí
La Playa Barra del Chuí (en portugués: Praia da Barra do Chuí) es un balneario brasilero del municipio de Santa Vitória do Palmar, en Río Grande del Sur. Es el balneario más meridional de Río Grande del Sur y de Brasil, limitando con la Barra del Chuy en Uruguay, separadas por el Arroyo Chuy, el punto extremo más austral de Brasil.
El arroyo Chuy la separa del balneario homónimo uruguayo en el departamento de Rocha. A pocos kilómetros se levantan las ciudades fronterizas de Chuy (Uruguay) y Chuí (Brasil).